# Фридрих Долман
Фридрих Долман (на немски: Friedrich Dollmann) (2 февруари 1882 – 28 юни 1944) е германски офицер участник в Първата и Втората световна война, най-вече в раните етапи на Десанта в Нормандия, генерал от пехотата и кавалер на орден Рицарски кръст с дъбови листа.

## Биография

### Ранни години
Роден на 2 февруари 1882 г. във Вюрцбург, Германска империя в семейството на германския одитор Фридрих Долман и Мария Долман, той постъпва в армията на 17-годишна възраст, като кадет зачислен към кралския Баварски полеви артилерийски полк „Принц-регент Луитполд“. Малко след това се записва да учи в Мюнхенското военно училище (1900 – 1901) г., като след него кандидатства в оръжейния завод Амберга, следвайки до 1903 г.
От 1904 г. се премества в школата по техника и артилерия, а от 1905 до 1909 г. служи във военен полк като адютант. Преди началото на войната постъпва в Баварската военна академия, приключвайки обучението си през 1912 г.

## Първа световна война
С идването на 1913 година е повишен в чин капитан и назначен за командир на 1-ва артилерийска бригада от своя полк.
В началния етап на 1918 г. Долман е част от щаба на 6-а армия, където остава до края на войната.

### Между двете световни войни
След края на войната се присъединява към службата на Райхсвера, като през юни става член в Баварския генерален щаб. От 1 февруари 1933 г. е назначен за началник-артилерията на Министерството на отбраната, а две години по-късно и за командир на IX военен окръг.
Преди войната получава командването на мобилизационните области в IV военен окръг.

## Втора световна война
На 27 август 1939 г. малко след избухването на Втората световна война Долман е бил назначен за командир на 7-а армия, активно участваща в Полската кампания с цел покриване на немските части в западната половина на страната. В хода на немската инвазия от 10 септември бил убит неговия син, който също взел участие в блицкрига, като лейтенант от 15-и пехотен полк. След края на Полската окупация и стартирането на Френската кампания той заедно със 7-а армия се придвижват към Страсбургската офанзивата, където пробива през левия фронтови-фланг на френската „Линия Мажино“.
Неговата армия се сражава упорито в продължение на шест седмици в Битката за Франция. След това в близост до швейцарската граница заедно с Танкова група „Гудериан“ успява да спре двестахилядна съюзническа армия, като си извоюва званието генерал-полковник. По време на разработването на линия Ромел от укрепления по северното крайбрежие на Франция Долман предлага да се даде предимство на контраатаките в точката на десанта, но предложението му е отхвърлено.
По-късно през 1944 г. той получава наредба да остане във Франция, която била все още окупирана от немците, за да защити отбраната на региона Бретан и Нормандия. В очакване на съюзническите сили в началото на юни той бил принуден да обяви по-ниска степен на тревога след влошаване на метеорологичните условия. По-късно между 5 и 6 юни му предстоеше оглед на областите заради лошото му командване в Нормандия, което взема много жертви в ранния етап на встъпителния съюзнически десант. След стартирането и на останалите съюзнически десанти, той е принуден също да поеме командването на областта, както и да се отбранява сам, тъй като неотдавна повишеният в чин фелдмаршал Ромел е останал в далечни позиции. Дни по-късно той провежда серия от контраатаки довеждащи до без успех поради причината, че планът за отбраната на контраатаките бил не изготвен.
Продължавайки да се бори срещу съюзническите атаки той разбира, че ще бъде даден на военен съд защото не успява да задържи град Шербур. В крайна сметка е могъл да предприеме отстъпление на армията си и да остави Шербур в ръцете на съюзниците, с което да спаси по-голямата част от нея.

## Смърт
Долман умира на 62-годишна възраст по неизвестни причини на 28 юни 1944 г. Много източници посочват като причина получаване на сърдечен удар илисамоубийство с отрова. В деня на смъртта му командването на 7-а армия поема СС-обергрупенфюрер Паул Хаусер.

## Военни звания и отличия
| - Кадет – 1 ноември 1899 г. - Младши офицер – 6 февруари 1900 г. - Лейтенант – 4 март 1901 г. - Старши лейтенант – 23 октомври 1910 г. - Капитан – 1 октомври 1913 г. - Майор – 1 октомври 1921 г. - Подполковник – 1 април 1927 г. - Полковник – 1 февруари 1930 г. - Генерал-майор – 1 октомври 1932 г. - Генерал-лейтенант – 1 октомври 1933 г. - Генерал от артилерията – 1 април 1936 г. - Генерал-полковник – 19 юли 1940 г. | - Железен кръст (1914) – II и I степен - Орден „Принц-регент Луитполд“ (Бавария) - Баварски военен орден за заслуги – IV степен с мечове - Баварски военен кръст за заслуги – II степен - Кръст на честта - Награда за служба във Вермахт – IV и I степен - Закопчалка към Железния кръст (1939) – II и I степен - Рицарски кръст с дъбови листа - Носител на Рицарски кръст (24 юни 1940 г.) - Носител на дъбови листа (1 юли 1944) |